# Pierre-Michel Laure
Pour les articles homonymes, voir Laure.
Pierre-Michel Laure, dit le père Laure, est un prêtre, jésuite, missionnaire français en Nouvelle France, né à Orléans le 17 septembre 1688, mort aux Éboulements le 22 novembre 1738.

## Biographie
Pierre-Michel Laure est né le 17 septembre 1678 à Orléans dans la région du Centre, plus précisément dans le département français du Loiret.
Il est notamment l'auteur de la Carte du domaine du roy en Canada, 1731. Il est aussi l'auteur d'un document manuscrit qui est un dictionnaire et une grammaire de la langue Innu-aimun (montagnais).

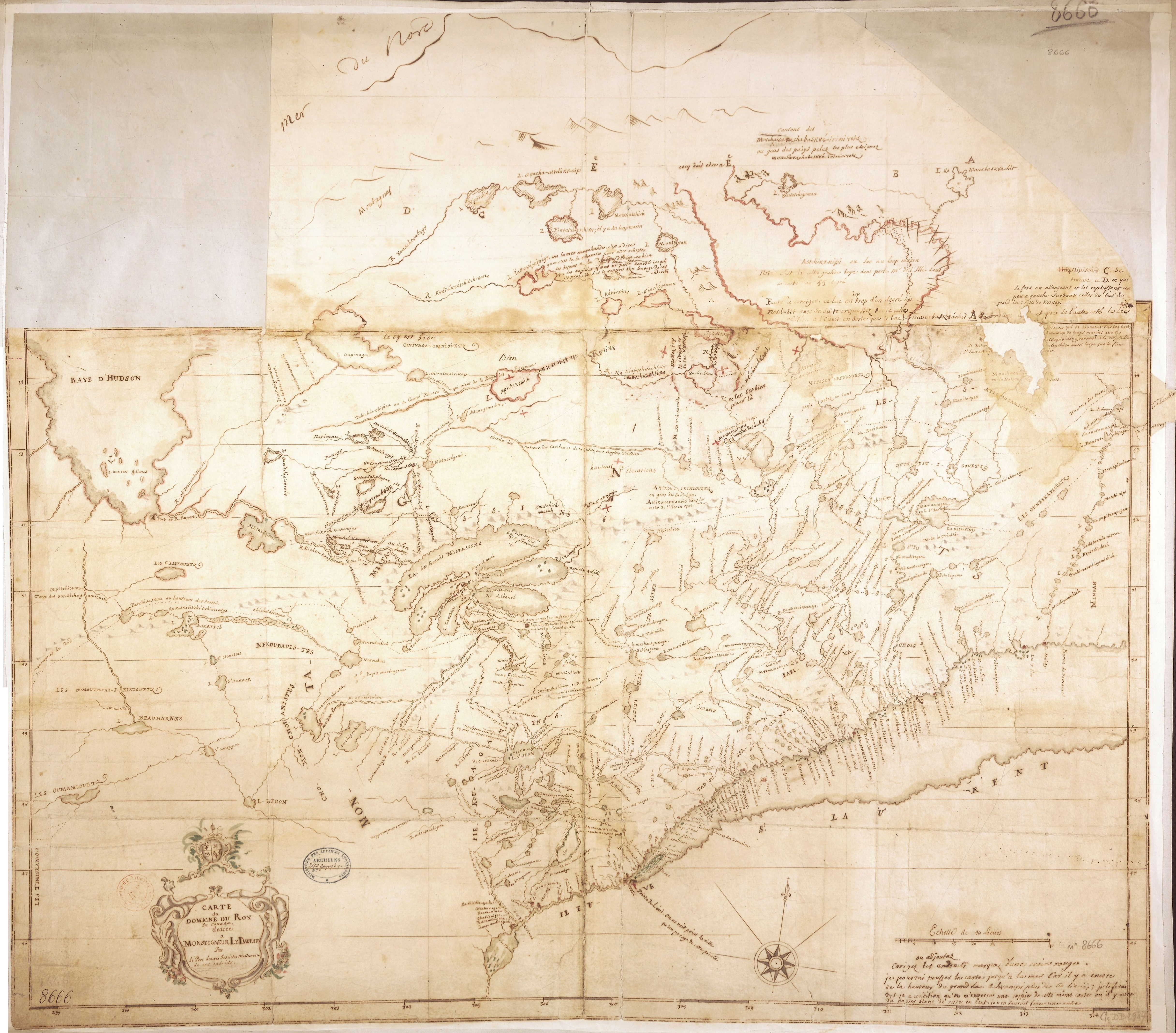
Carte du domaine du roy en Canada, 1731
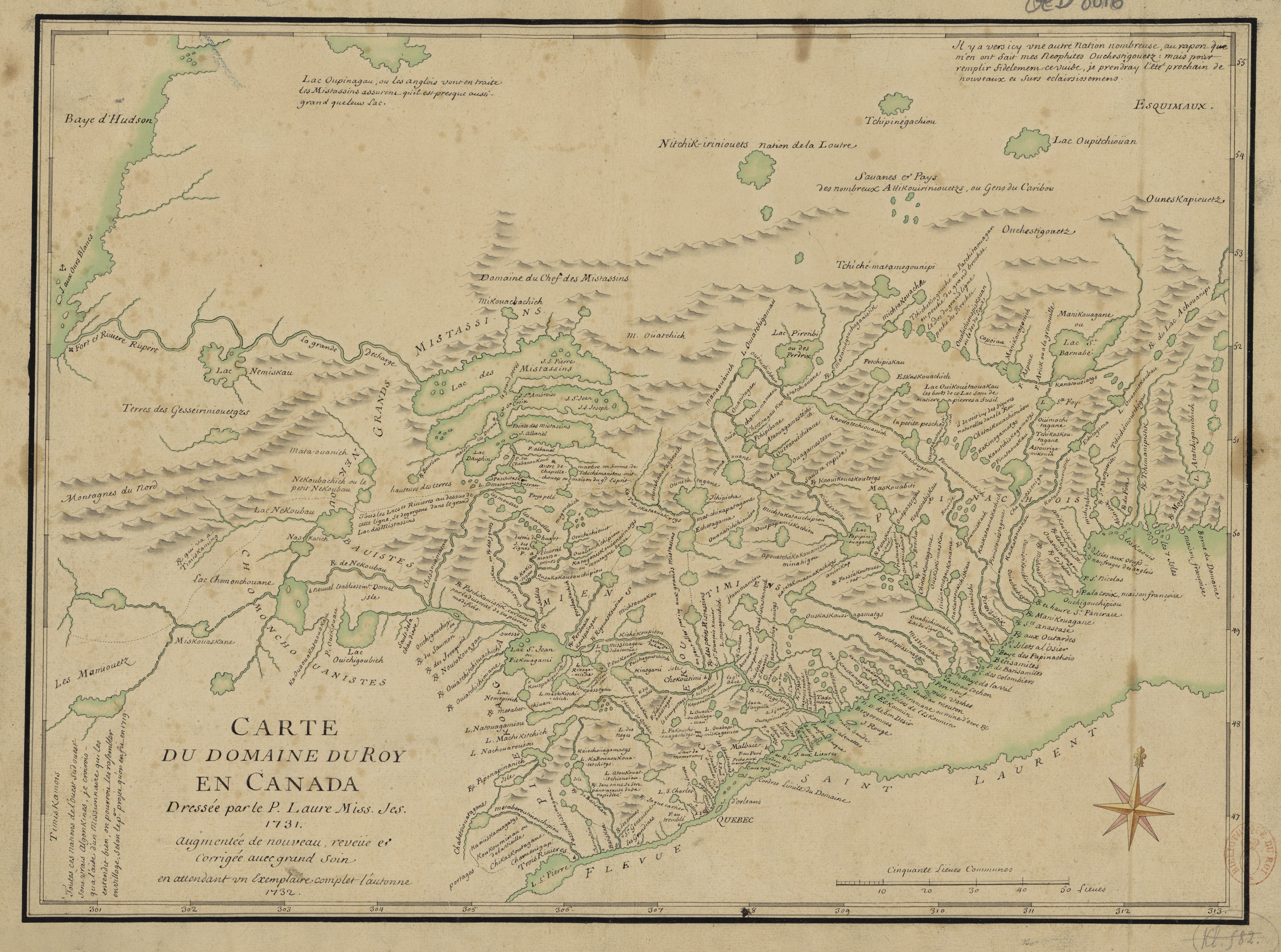
Carte... augmentée... et corrigée
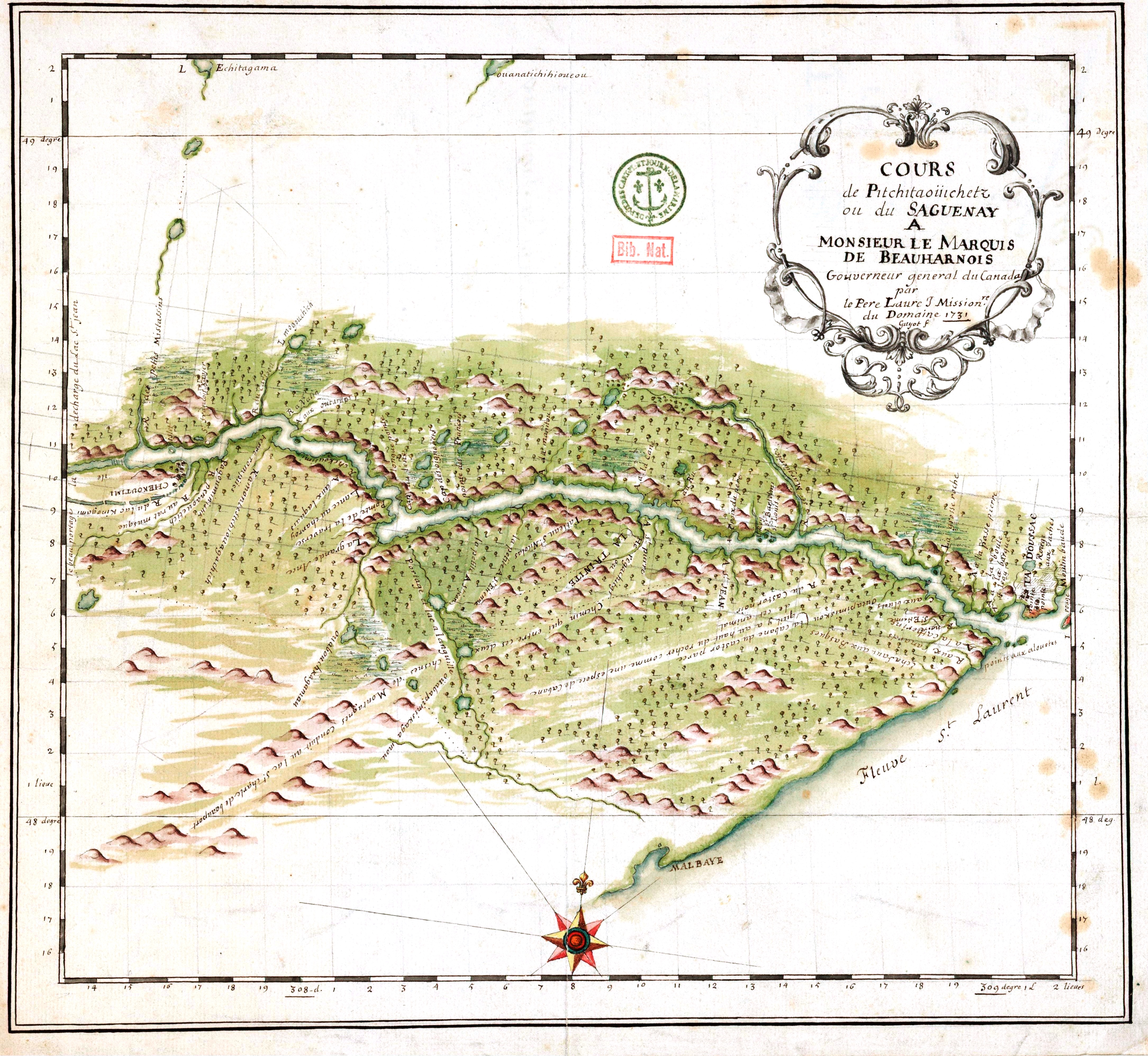
Cours de Pitchitaoüichetz ou du Saguenay